# ألياندرو روسي
ألياندرو روسي (بالإيطالية: Aleandro Rosi)‏، من مواليد 17 مايو 1987 في روما في إيطاليا، لاعب كرة قدم إيطالي.
بدأ مسيرته الكروية مع نادي روما في عام 2004، وهو يلعب لهم حتى الآن.

## روابط خارجية
- ألياندرو روسي على موقع قاعدة بيانات كرة القدم.إي يو (الإنجليزية)
- ألياندرو روسي على موقع بيانات كرة القدم. دي إي (الألمانية)
- ألياندرو روسي على موقع Soccerway.com (الإنجليزية)
- ألياندرو روسي على موقع عالم كرة القدم.نت (الإنجليزية)
- ألياندرو روسي على موقع كووورة
- ألياندرو روسي على موقع AS.com (الإسبانية)